# Liste der Monuments historiques in Puynormand
Die Liste der Monuments historiques in Puynormand führt die Monuments historiques in der französischen Gemeinde Puynormand auf.

## Liste der Bauwerke
| Bezeichnung       | Beschreibung              | Standort | Kennzeichnung | Schutzstatus | Datum | Bild |
| ----------------- | ------------------------- | -------- | ------------- | ------------ | ----- | ---- |
| Kirche St-Hilaire | Erbaut im 16. Jahrhundert | (Lage)   | PA00083692    | Inscrit      | 1925  |      |

## Liste der Objekte
| Bezeichnung | Beschreibung          | Standort                        | Kennzeichnung | Schutzstatus | Datum | Bild |
| ----------- | --------------------- | ------------------------------- | ------------- | ------------ | ----- | ---- |
| Lesepult    | Holz, 18. Jahrhundert | in der Kirche St-Hilaire (Lage) | PM33000640    | Classé       | 1923  |      |
| Glocke      | Bronze, 1641 gegossen | in der Kirche St-Hilaire (Lage) | PM33000641    | Classé       | 1942  |      |